# Saint-Ouen-de-Thouberville
Saint-Ouen-de-Thouberville è un comune francese di 2 316 abitanti situato nel dipartimento dell'Eure nella regione della Normandia.

## Società

### Evoluzione demografica
Abitanti censiti